# 小日向奏音
小日向 奏音（こひなた かのん、1997年3月21日 - ）は、日本のグラビアアイドル、タレント。

## 経歴
- 2022年にグラビアデビュー[1]。

- 2023年3月24日に竹書房から1stDVD発売[2]。

## 人物
看護師免許を所有している。
剣道三段の資格を所有している。
デビューのきっかけがグラビアの見るのが好きで、自分も胸が大きかったので、一生懸命ダイエットして、思い切って始めてみたいからだったという

## 作品

### イメージビデオ
- ミルキー・グラマー （2023年3月24日、竹書房）[4]
- えっちなカノンちゃん（2023年7月25日、エアーコントロール）[5]
- かのんと奏でて（2023年10月25日、スパイスビジュアル）[6]
- 天使のアヤマチ（2024年2月20日、ラインコミュニケーションズ）[7]
- ひみつのカノンちゃん（2025年5月10日、ラインコミュニケーションズ）[8]

### デジタル写真集
- 部屋着＆バニーガール（2022年12月16日、グラビア学園）
- 私服＆競泳水着（2022年12月16日、グラビア学園）
- けもの耳ビキニフレンド（2022年12月16日、グラビア学園）
- 自撮り写真集（2023年2月3日、グラビア学園）
- ミニマム（2023年6月30日、竹書房［Bamboo e-Book］）
- 144cm小さな巨乳コンプリート！！（2023年12月15日、グラビア学園）
- 週刊GIRLS-PEDIA 108（2025年3月1日、KADOKAWA）[9]